# 19-я стрелковая дивизия
19-я стрелковая Воронежско-Шумлинская Краснознамённая, орденов Суворова и Трудового Красного Знамени дивизия — тактическое соединение Рабоче-крестьянской Красной армии. Принимала участие в Великой Отечественной войне.
Сокращённое наименование — 19 сд.

## История
Сформирована 21 июля 1922 года в Тамбове из ряда частей Московского военного округа как 19-я стрелковая дивизия.

### Межвоенный период
22 июня 1923 года переименована в 19-ю Тамбовскую стрелковую дивизию.
В конце сентября 1924 года возникла угроза уничтожения совкой озимых посевов в районах Воронежской губернии. На борьбу с ней были направлены допризывники и личный состав дивизии, в результате самоотверженной работы они спасли больше половины урожая. 2 марта 1925 года Президиум ВЦИК за активное участие в спасении озимых посевов от сельхозвредителей в Воронежской губернии наградил дивизию орденом Трудового Красного Знамени.
16 июня 1925 дивизии присвоено почётное наименование «Воронежская» и переименована в 19-ю Воронежскую стрелковую ордена Трудового Красного Знамени дивизию.  
Входила в состав 3-го стрелкового корпуса. В сентябре 1939 года разворачивается в три дивизии: на её базе формируются 120-я стрелковая дивизия, 149-я стрелковая дивизия, а на базе 55-го стрелкового полка разворачивается новая 19-я стрелковая дивизия.

### В период Великой Отечественной войны
К началу Великой Отечественной войны в её состав входили 32, 282, 315-й стрелковые, 90-й артиллерийский, 103-й гаубичный артиллерийский полки.
Впервые в бой с немецко-фашистскими войсками дивизия вступила 19 июля 1941 года районе города Ельня в составе 24-й армии Западного фронта. Принимала участие в Ельнинской наступательной операции, Битве под Москвой, Ржевско-Вяземской наступательной операции 1942 года, Ржевско-Сычёвской наступательной операции, Харьковской оборонительной операции 1943 года, Белгородско-Харьковской наступательной операции, Полтавско-Кременчугской наступательной операции, Пятихатской наступательной операции, Березнеговато-Снигирёвской наступательной операции, Одесской наступательной операции, Кишинёвско-Измаильской наступательной операции, Белградской наступательной операции 1944, Дьерской наступательной операции, Братиславско-Брновской наступательной операции.
Участвовала в освобождении городов Ельня, Руза, Краснограда, Бобринеца, Братиславы, Шумла (Шумен) (Освобождён 9 сентября 1944 г.). За образцовое выполнение заданий командования на территории Болгарии ей было присвоено почётное наименование «Шумлинской» (27 сент. 1944). Форсировала Северский Донец, Ингулец, Днестр, Прут, Южный Буг, Днепр и Дунай. В ходе Белградской операции дивизия З октября 1944 года вступила на территорию Югославии, в ноябре форсировала р. Дунай в районе г. Апатин и в сложных условиях горно-лесистой местности вела ожесточённые бои с гитлеровцами на его левом берегу. За проявленное в этих боях мужество и воинское мастерство была награждена орденом Суворова 2-й степени (6 янв. 1945).
В 1945 году сражалась на территории Венгрии и Чехословакии в составе 46-й и 7-й гвардейской армий 3-го и 2-го Украинских фронтов. За отличие в боях при освобождении г. Братислава награждена орденом Красного Знамени (17 мая 1945).
11 мая 1945 закончила войну на берегах реки Влтава в районе г. Бенешов. За годы войны дивизия уничтожила и захватила в плен тысячи вражеских солдат и офицеров, вывела из строя большое количество техники и оружия противника. За мужество и героизм, проявленные в боях, высокое воинское мастерство личного состава около 9 тысяч солдат и офицеров награждены орденами и медалями, 5 удостоены звания Героя Советского Союза.

## 1942 год
28 августа 169-й миномётный полк вошёл в подчинение 5-й армии занял боевой порядок в районе д. Триседы Кармановского района Смоленской области и поддержал 19-ю стрелковую дивизию.

## 1945 год

### После войны
В 1945 году дивизия прибыла в Северо-Кавказский военный округ и была дислоцирована в г. Дзауджикау.
В мае — июне 1946 года 19-я стрелковая дивизия была переформирована в 11-ю отдельную стрелковую бригаду. Все батальоны бригады дислоцировались в городе Орджоникидзе (1944—1954 гг. Дзауджикау, с 1990 Владикавказ).
В августе 1949 года 11-я отдельная стрелковая бригада была развёрнута в 19-ю горнострелковую дивизию 12-го горнострелкового корпуса.
31 мая 1954 года 19-я горнострелковая дивизия стала называться 19-й стрелковой дивизией 12-го армейского корпуса. В марте 1957 года 19-я стрелковая дивизия была переформирована в 92-ю мотострелковую дивизию.

## Подчинение
- Резерв Ставки Верховного Главнокомандования, 24-я армия, 53-й стрелковый корпус — с 15.07.1941 года
- Резервный фронт, 24-я армия — с июля по октябрь 1941 года
- Западный фронт — октябрь-ноябрь 1941 года
- Западный фронт, 43-я армия — с ноября по декабрь 1941 года
- Западный фронт, 5-я армия — с января по ноябрь 1942 года
- Западный фронт — с ноября 1942 по февраль 1943 года
- Юго-Западный фронт — с февраля по март 1943 года
- Воронежский фронт (Юго-Западный фронт), 3-я танковая армия — с марта по май 1943 года
- Юго-Западный фронт (Степной фронт) — с мая по август 1943 года
- Степной фронт (2-й Украинский фронт), 7-я гвардейская армия — с августа по декабрь 1943 года
- 2-й Украинский фронт (3-й Украинский фронт), 57-я армия — с декабря 1943 по январь 1945 года.
- 2-й Украинский фронт, 46-я армия — с января по апрель 1945 года.
- 2-й Украинский фронт, 7-я гвардейская армия — с апреля по май 1945 года.

…
- 12-й горнострелковый корпус — с 1949 года

## Состав

### На 1931 год
- Управление дивизии (Воронеж)
- 55-й стрелковый полк (Воронеж)
- 56-й стрелковый полк (Бобров)
- 57-й стрелковый полк (Острогожск)
- 19-й артиллерийский полк (Воронеж)

### 1941—1945
- 32-й стрелковый Дунайский Краснознамённый полк[~ 1]
- 282-й стрелковый полк (до 10.12.1941)
- 1310-й стрелковый полк (с 24.12.1941)
- 315-й стрелковый полк
- 90-й артиллерийский полк
- 103-й гаубичный артиллерийский полк (до 09.1941)
- 253-й отдельный зенитный артиллерийский дивизион
- 88-я отдельная разведывательная рота
- 132-й отдельный истребительно-противотанковый дивизион
- 133-й отдельный сапёрный батальон
- 556-й (92-й) отдельный батальон связи (525-я отдельная рота связи)
- 117-й (88-й) медико-санитарный батальон
- 91-я отдельная рота химический защиты
- 299-я автотранспортная рота
- 288-я полевая хлебопекарня
- 176-й дивизионный ветеринарный лазарет
- 173-я полевая почтовая станция
- 806-я полевая касса Госбанка
- 478-й отдельный миномётный дивизион (расформирован 25.11.42)

Периоды вхождения в состав Действующей армии:
- 15 июля 1941 года — 11 мая 1945 года.

## Командование
Командиры
- Блажевич, Иосиф Францевич (12.08.1922 — 26.11.1922)
- Ефремов, Михаил Григорьевич (03.04.1924 — 01.07.1926)
- Болдин, Иван Васильевич (23.11.1928 — 24.06.1929)
- Морозов, Василий Иванович (30.04.1931 — 04.06.1937), с 1935 комдив
- Кириллов, Николай Кузьмич (04.06.1937 — февраль 1938), полковник
- Орлов, Николай Иванович (февраль 1938 — август 1939), полковник, с 09.02.1939 комбриг
- Овчинников, Михаил Николаевич (август 1939 — 10.02.1941), комбриг, с 4.06.1940 генерал-майор
- Котельников, Яков Георгиевич (10.02.1941 — 01.10.1941), генерал-майор (пропал без вести ??.10.1941), отстранён от должности в конце августа 1941 года
- Утвенко, Александр Иванович (02.10.1941 — 26.12.1941), полковник, временно исполнял должность командира дивизии с конца августа 1941[7]
- Дронов, Николай Сергеевич (27.12.1941 — 10.11.1942), генерал-майор
- Гоголицын, Георгий Алексеевич (11.11.1942 — 06.06.1943), полковник
- Лазарев, Павел Ефимович (10.06.1943 — 08.12.1944), полковник, с 17.01.1944 генерал-майор (погиб 08.12.1944 при артобстреле противника, похоронен на Втором Христианском кладбище г. Одессы)[8]
- Палаткин, Роман Матвеевич (10.12.1944 — 29.12.1944), полковник
- Салычев, Степан Васильевич (30.12.1944 — 03.07.1946), полковник.
- 03.07.1946 — 03.01.1948 генерал-майор Фёдоров, Павел Сергеевич
- 03.01.1948 — 04.04.1948  генерал-майор Аскалепов, Василий Семёнович (умер 24.04.1948)
- 17.01.1949 — 10.06.1951 генерал-майор Чувырин, Серафим Михайлович
- 18.06.1951 — 10.05.1954 генерал-майор Блинов, Филипп Акимович
- 05.07.1954 — 13.10.1958 полковник, с 27.08.1957 генерал-майор Тютиков, Александр Иванович

Заместители командира
Начальники штаба
- Романенко, Павел Степанович (??.06.1945 — ??.08.1945), полковник.
- Шестаков, Александр Иванович (03.1955 — 05.1955), полковник.

Начальники артиллерии
- Фёдоров, Юрий Михайлович (1941—1942), полковник.

## Отличившиеся воины
| Награда                    | Ф. И. О.                             | Должность                                                          | Звание                                    | Дата награждения | Примечания                                                       |
| -------------------------- | ------------------------------------ | ------------------------------------------------------------------ | ----------------------------------------- | ---------------- | ---------------------------------------------------------------- |
|                            | Абдурахманов Зульпукар Зульпукарович | командир стрелкового взвода 32-го стрелкового полка                | лейтенант                                 | 15.05.1946       | посмертно, погиб 22.11.1944                                      |
|                            | Беседин, Иван Фёдорович              | командир отделения взвода пешей разведки 315-го стрелкового полка. | младший сержант                           | 15.05.1946       |                                                                  |
|                            | Герасимов Михаил Николаевич          | командир взвода отдельного батальона связи                         | старшина (в дальнейшем младший лейтенант) | 3.06.1944        |                                                                  |
|                            | Заговеньев, Анатолий Иванович        | командир 1-го стрелкового батальона 1310-го стрелкового полка      | капитан                                   | 22.02.1944       |                                                                  |
|                            | Лихачёв Пётр Тимофеевич              | заместитель командира взвода                                       | старший сержант                           | 21.07.1942       | посмертно, 22.03.1942. Зачислен навечно в списки 1-й роты полка. |
| Герой Российской Федерации | Невзгодов, Андрей Иванович           | стрелковая рота 1310-го стрелкового полка                          | младший лейтенант                         | 22.02.1944       | посмертно                                                        |
|                            | Сухобский Николай Феофанович         | командир стрелковой роты                                           | лейтенант                                 | 22.02.1944       | посмертно, погиб 15.10.1943                                      |
|                            | Фофанов, Павел Константинович        | командир орудийного расчёта 90-го артиллерийского полка            | младший сержант                           | 15.05.1946       |                                                                  |

## Газета
Выходила газета «Доблесть». Редактор — майор Гришаев Сергей Иванович (1914-?)

## Награды
- 16 марта 1925 года —  Орден Трудового Красного Знамени — награждена постановлением Президиума Всероссийского Центрального Исполнительного Комитета за проявленную энергию и инициативу в борьбе в озимым червём, в результате чего был спасён озимый посев в Воронежской губернии.
- 16 июня 1925 года — присвоено наименование «Воронежская».
- 27 сентября 1944 года — почётное наименование «Шумлинская» — присвоено Приказом Верховного Главнокомандующего № 185 от 9 сентября 1944 года[11]  и Приказом Верховного Главнокомандующего № 0319 от 27 сентября 1944 года и за отличие в боях за овладение городом Шумен (Шумла) 9 сентября 1944 года.
- 6 января 1945 года —  Орден Суворова II степени — награждена указом Президиума Верховного Совета СССР от 6 января 1945 года за образцовое выполнение заданий командования в боях в немецкими захватчиками при форсировании Дуная и прорыве обороны противника и проявленные при этом доблесть и мужество.[12]
- 17 мая 1945 года —  Орден Красного Знамени — награждена указом Президиума Верховного Совета СССР от 17 мая 1945 года за образцовое выполнение заданий командования в боях с немецкими захватчиками при овладении городом Братислава и проявленные при этом доблесть и мужество.[13][14]

Награды частей дивизии:
- 32-й стрелковый Дунайский Краснознамённый полк
- 315-й стрелковый орденов Кутузова[15] и Богдана Хмельницкого[16] полк
- 1310-й стрелковый орденов Суворова[15] и Богдана Хмельницкого[17] (II степени) полк
- 90-й артиллерийский ордена Кутузова полк

## Известные люди, связанные с дивизией
- Бирюков, Николай Иванович В 1922-1925 гг. служил командиром отделения, старшиной роты,  командиром взвода, помощником командира роты, врид командира роты 56-го стрелкового полка. Впоследствии, советский военачальник,  Герой Советского Союза, генерал-лейтенант.
- Шацков, Андрей Георгиевич В 1923-1927 гг. служил командиром роты, пом. командира и командиром батальона стрелкового полка. Впоследствии, советский военачальник,  генерал-майор.
- Бедин, Ефим Васильевич  В 1924-1925 гг. служил  командиром взвода 55-го стрелкового полка. Впоследствии, советский военачальник,  Герой Советского Союза, генерал-майор.
- Бородкин, Порфирий Григорьевич  В 1924—1932 гг. служил командиром взвода, пом. командира и командиром роты, врид пом. начальника штаба 54-го стрелкового полка. Впоследствии, советский военачальник,  генерал-майор.
- Колесников, Михаил Мефодьевич В 1939—1941 гг. служил  командиром дивизиона,  заместителем командира 103-го гаубичного артиллерийского полка. Впоследствии, советский военачальник,  полковник.
- Фёдоров, Юрий Михайлович В 1939—1942 гг. служил начальником  артиллерии дивизии. Впоследствии, советский военачальник,  генерал-лейтенант.
- Турьев, Степан Ильич  В 1940—1941 гг. служил помощником командира по строевой части 282-го стрелкового полка, начальником оперативного отделения штаба дивизии. Впоследствии, советский военачальник,  полковник.
- Волков, Николай Львович  С марта по июль 1946 года служил заместителем командира дивизии.